# Silusa densa
Silusa densa är en skalbaggsart som beskrevs av Adelbert Fenyes 1909. Silusa densa ingår i släktet Silusa och familjen kortvingar. Inga underarter finns listade i Catalogue of Life.